# 略取・誘拐罪
略取・誘拐罪（りゃくしゅ・ゆうかいざい）とは、人を従前の生活環境から離脱させ、自己又は第三者の支配下に置く犯罪である。
日本の刑法では略取、誘拐及び人身売買の罪として同法224条 から 229条において規定される。本項目ではこのうち、第226条の2（人身売買）から第227条（被略取者引渡し等）までを除く部分を扱う。
第226条の2（人身売買）から第227条（被略取者引渡し等）については「人身売買罪」を参照のこと。

## 保護法益
学説上、監護者等（後述）のいない成人については、基本的な保護法益は被拐取者の身体の自由である。被拐取者の身体の自由と安全、すなわち生命も保護法益とする説もある。
被拐取者が未成年者、または精神障害者など要監護者（後述）である場合には、これらに加えて監護者等の監護権をも保護法益とする説がある。
通説・判例上は、「被拐取者の身体の自由」および「監護者等の監護権」、あるいは「被拐取者の身体の自由ならびに安全」および「監護者等の監護権」である。（大判明43年9月30日、最高裁決定平成17年12月6日などを参照）

### 監護者等
講学上、略取、誘拐及び人身売買の罪における監護者等の範囲は明らかではないが、以下が想定される。
- 未成年者の親権者、未成年後見人およびこれらの者に代わって親権を行使する者
  - その他、法的に正当な権限に基づき現に未成年者を監護する者（里親（親族里親、養育里親、専門里親などを含む）、児童福祉施設の長など）
- 精神障害者の保護者、すなわち後見人（成年後見人および未成年後見人）

## 主体・客体

### 主体
監護者等自身が略取・誘拐罪の共犯となった場合にも本罪が成立するというのが通説・判例である。
共同親権者の一方（非監護者である夫）が他方の現に監護している親権者（監護者である妻）の元から連れ去った場合にも本罪が成立する（最高裁決定平成17年12月6日）。

### 同意
前述の保護法益の観点から、未成年者についてはたとえ本人の同意があったとしても（監護者等の同意がなければ）本罪を構成しうる（福岡高裁判決昭和31年4月14日など）。
監護者等の同意があっても、客観的に見て、現に監護者等による虐待が行われている事などにより、未成年者等の自由や安全を明らかに阻害するなど、明らかに未成年者等の利益に反すると考えられる場合には、違法性を阻却せず犯罪が成立するという立場（学説）がある。監護者等の同意と未成年者本人の意思との関係性については、親権の濫用性に基づき判断されることになろう。

### 客体
未成年者略取および誘拐罪については、未成年者である。
適法な婚姻をした未成年者は成年擬制がなされ得るが、その場合の客体要件該当性については、講学上、通説も議論が分かれている。判例は無い。
2022年（令和4年）の改正民法施行による成年年齢の引き下げによる客体の年齢の変更については、連動して18歳未満に引き下げられた。

## 行為
略取（りゃくしゅ）とは、暴行、脅迫その他強制的手段を用いて、相手方を、その意思に反して従前の生活環境から離脱させ、自己又は第三者の支配下に置くことをいう。誘拐（ゆうかい）とは欺罔、誘惑などの間接的な手段を用いて、相手方を従前の生活環境から離脱させ、自己又は第三者の支配下に置くことをいう。略取と誘拐とを併せて講学上「拐取」（かいしゅ）と呼ぶ。
略取の際の暴行や脅迫は、例えば強盗罪のように被害者の反抗を抑圧する程度のものである必要はなく、被拐取者を自己または第三者の支配下に置くことを可能とする有形力の行使であれば足りる。よって、乳幼児を不法に持ち去り、あるいは幼児を不法に連れ去る行為も（程度を問わず）略取の既遂となる。また、暴行や脅迫は被拐取者、監護者等のいずれに加えられた場合であっても略取罪に当たる。
誘拐の際の欺罔や誘惑は、虚偽の事実により人を錯誤させ、あるいは甘言により判断を誤らせる程度の行為を必要とする。未成年者に「妾になれば着物や高い給金を得られる」と拐かし支配下に置く行為は誘拐罪に当たる（大判大正12年12月3日）。欺罔や誘惑は被拐取者、監護者等のいずれに加えられた場合であっても誘拐罪に当たる（大判大正13年6月9日）。
行為が継続犯であるか状態犯であるかについては判例上も争いがあった。従来は大判昭和4年12月24日などをもとに継続犯とするのが通説であったが、近年では刑法第227条（被略取者引渡し等）の新設などもあって、状態犯であるとする説が有力である（最高裁決定昭和58年9月27日など）。

## 処罰類型
未成年者略取及び誘拐罪（刑法224条）
拐取の対象が未成年であることが要件である。法定刑は3月以上7年以下の拘禁刑。
営利目的等略取及び誘拐罪（刑法225条）
営利、猥褻行為、結婚（内縁関係を含む）又は生命若しくは身体に対する加害の目的があることが要件である。法定刑は1年以上10年以下の拘禁刑。
身の代金目的略取等の罪（刑法225条の2）
身代金要求目的がある拐取。あるいは拐取者の身代金を要求すること。法定刑は無期又は3年以上の拘禁刑。上記「営利目的」とは、目的が金品か本人の身柄そのものかという点で異なる。
所在国外目的略取及び誘拐罪（刑法226条）
所在を国外に移送する目的があることが要件である。法定刑は2年以上の有期拘禁刑。

### 営利目的
225条に言う営利は、判例によれば、営業で用いられる概念とは異なる。すなわち、反復継続して利益を得る目的は必要ではなく（大判大正9年3月31日刑録26輯223頁）、拐取行為によって財産上の利益を得ることを動機とすることをいう。典型的には、被拐取者を強制的に労働させる目的などがこれにあたる。

## 親告罪
未成年者略取及び誘拐罪は親告罪である（刑法229条）。告訴権者は被害者（連れ去られた者。また、事実上の監護権を有するその保護者等）及び法定代理人である。ただし、刑事訴訟法234条により、検察官が指定するその他の利害関係者等（兄弟や配偶者等）が告訴を行うことも可能である。

### 改正前規定
平成29年7月13日施行の刑法の⼀部を改正する法律により、一部の犯罪類型が非親告罪となった。
改正前は、第225条の罪（同条の罪を幇助する目的で犯した第227条第3項の罪を含む）およびこれらの未遂罪については、営利または生命若しくは身体に対する加害の目的の場合は非親告罪であったが、わいせつまたは結婚目的の場合は親告罪であった。上述の刑法改正により、わいせつまたは結婚目的の場合も非親告罪となった。
なお、わいせつまたは結婚目的の場合が親告罪であった関係上、「略取され、誘拐され、又は売買された者が犯人と法律上の婚姻をしたときは、その婚姻の無効又は取消しの裁判が確定した後でなければ、告訴の効力がない。」という規定もあったが、上述の刑法改正において同時に廃止された。

## 国外犯
刑法224条から228条まで（未成年者略取及び誘拐、営利目的等略取及び誘拐、身の代金目的略取等、所在国外移送目的略取及び誘拐、人身売買、被略取者等所在国外移送、被略取者引渡し等、未遂罪）の罪は、刑法3条により日本国外において罪を犯した日本国民に適用され、刑法3条の2により日本国外において日本国民に対して罪を犯した日本国民以外の者に適用される。
ここで、日本国外において日本国民以外の者に拐取された者が、拐取に先立って国籍法の規定により日本国籍を失っていた場合（例として、他国への帰化が認められた後に拐取された場合など）には、刑法4条の2において記されているような特別な条約を犯罪事態発生国と締結していない限り、日本国の刑事裁判管轄権は及ばなくなる。

## 安否を憂慮する者
225条の2では「近親者その他略取され又は誘拐された者の安否を憂慮する者」の憂慮に乗じる目的で人を略取、誘拐したり、また憂慮に乗じて財物を交付させ、又はこれを要求する行為を罰している。
「その他略取され又は誘拐された者の安否を憂慮する者」とは、社会通念上親身になって憂慮するのが当然の立場の者がこれに含まれるとされる。判例では被拐取者の勤める会社の役員がこれにあたるとされたこともある（最決昭和62年3月24日刑集41巻2号173頁）。

## 解放による刑の減軽
刑法第228条の2第1項に、「第225条の2又は第227条第2項若しくは第4項の罪を犯した者（いわゆる共犯）が、公訴が提起される前に、略取され又は誘拐された者を安全な場所に解放したときは、その刑を減軽する。」とある。
身代金を目的とした拐取等の罪では、口封じなどを目的として被拐取者が殺害される危険が少なくない。この規定は、解放について犯人にメリットを与えることで被拐取者の生命の安全を守るという刑事政策的見地によって定められた。
ここでいう「安全な場所」とは、被拐取者がその近親者及び警察当局などによつて安全に救出されると認められる場所をいい、その場合の安全とは、被拐取者が救出されるまでの間に具体的かつ実質的な危険にさらされるおそれのないことを意味する。例えば、身代金目的の誘拐犯人が、小学校一年生の被拐取者を、夜間、同児の自宅から直線距離で数キロメートル離れた農村地帯の脇道上に解放したとする。この場合、解放された場所自体が危険なものでなく、付近民家の者らによって救出される可能性も見込まれ、また犯人が同児をその自宅に復帰させるため種々努力したことなどの事情のもとにおいては、「安全な場所」に解放したものといえる（最高裁第三小法廷昭和53(あ)1407）。

## 罪数に関する判例

### 略取・誘拐罪同士
225条に規定される目的で未成年者を誘拐したときは、225条の単純一罪である（大判明治44年12月8日刑録17輯2168頁）。
わいせつ目的で女性を誘拐し、更に営利目的で別の場所に誘拐したときは、225条の包括的一罪である（大決大正13年12月12日刑集3巻872頁）。
営利目的で人を誘拐した者が、身の代金を要求した場合、両罪は併合罪の関係に立つ(略取・誘拐罪を状態犯と理解した判例)（最決昭和57年11月29日刑集36巻11号988頁）。
身代金目的誘拐(刑法225条の2第1項)と身代金要求罪(刑法225条の2第2項)は牽連犯の関係にある。(監禁罪(刑法220条)との関係に付いては併合罪)（最決昭和58年9月27日刑集37巻7号1078頁）。

### 他罪との関係
監禁を手段として営利目的略取が行われた場合、両罪は観念的競合の関係に立つとされる（大阪高判昭和53年7月28日高刑31巻2号118頁）。
人を略取した者がその者を監禁し、その後身の代金を要求した場合、監禁罪と身の代金要求罪は併合罪の関係に立つ（最決昭和58年9月27日刑集37巻7号1078頁）。

## その他
多くの類型については未遂も罰せられ（刑法228条）、一部の幇助行為は227条で独立して処罰される。225条の2第1項については予備も罰せられるが、225条の2又は227条2項又は4項の罪を犯した者が、公訴が提起される前に、略取され又は誘拐された者を安全な場所に解放したときは、その刑を減軽する（228条の2）。